# Eclissa

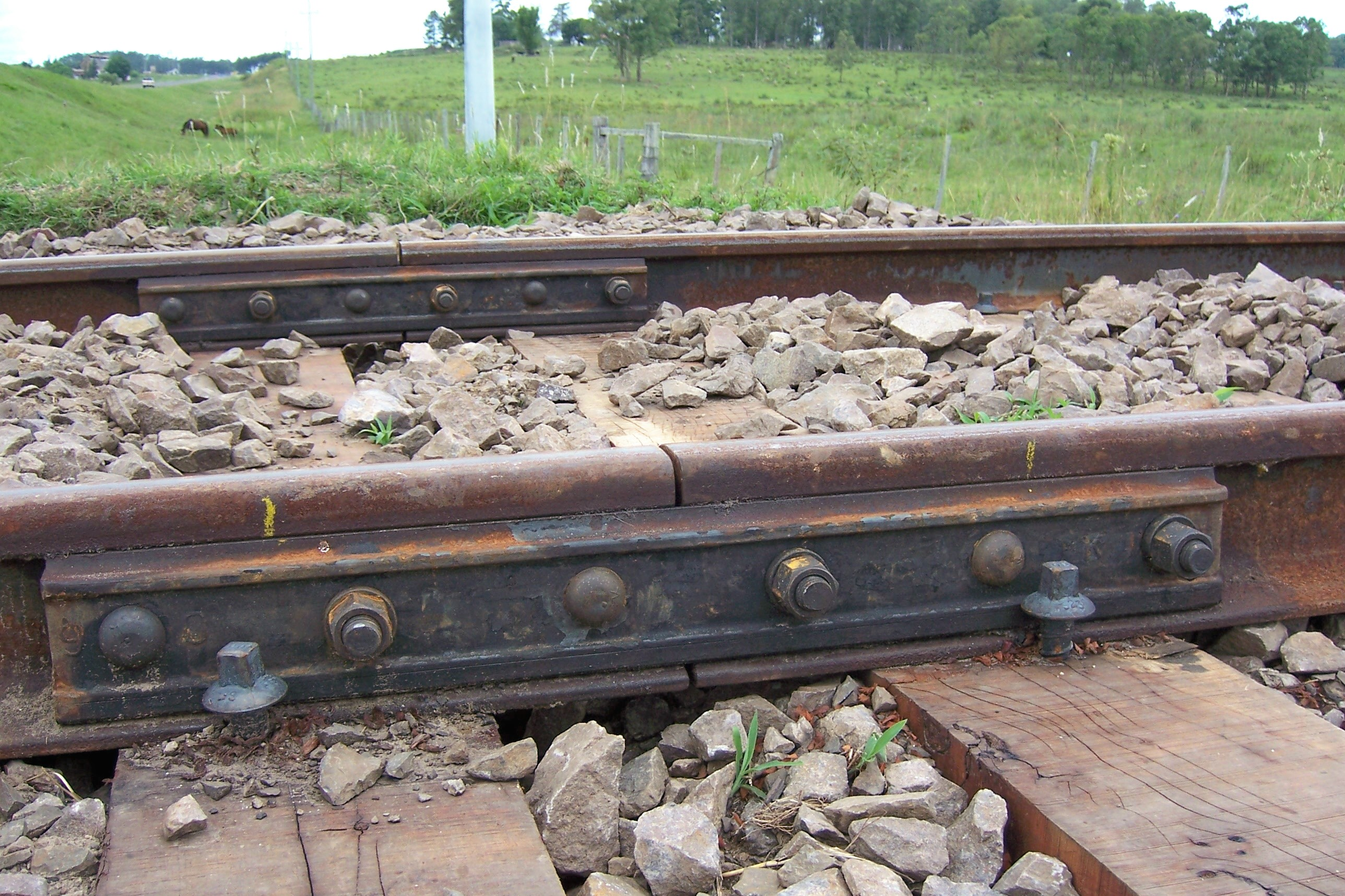
Unió de carrils mitjançant eclisses i bulons.

En una via fèrria es denomina  eclissa  o  brida  als elements utilitzats per a la unió dels rails. Aquests elements són necessaris en el muntatge de la via i poden utilitzar-se com definitius, encara que la tècnica actual sol substituir-los, un cop muntada la via, per unions soldades mitjançant soldadura aluminotèrmica.
En la terminologia del ferrocarril, una eclissa, és a dir, una barra d'empat o una barra de juntes, és una barra metàl·lica que s'ajusta als extrems de dos rails per unir-los en una pista. El nom en anglès, fishplate, deriva de peix (fish), provinent d'una barra de fusta amb un perfil corbat que s'utilitza per enfortir el pal del vaixell. Les vores superior i inferior es redueixen cap a l'interior, de manera que el dispositiu es col·loca entre la part superior i la inferior del rail quan està cargolada al seu lloc. En la modelització del transport ferroviari, una eclissa és sovint una petita placa de coure o de plata de níquel que rellisca als dos rails per proporcionar les funcions de mantenir l'alineació i la continuïtat elèctrica.

## Història

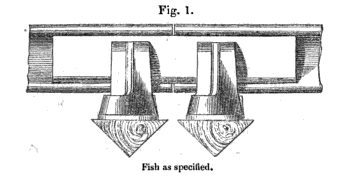
La primera eclissa fèrrea, patentada per William Adams i Robert Richardson l'any 1847.

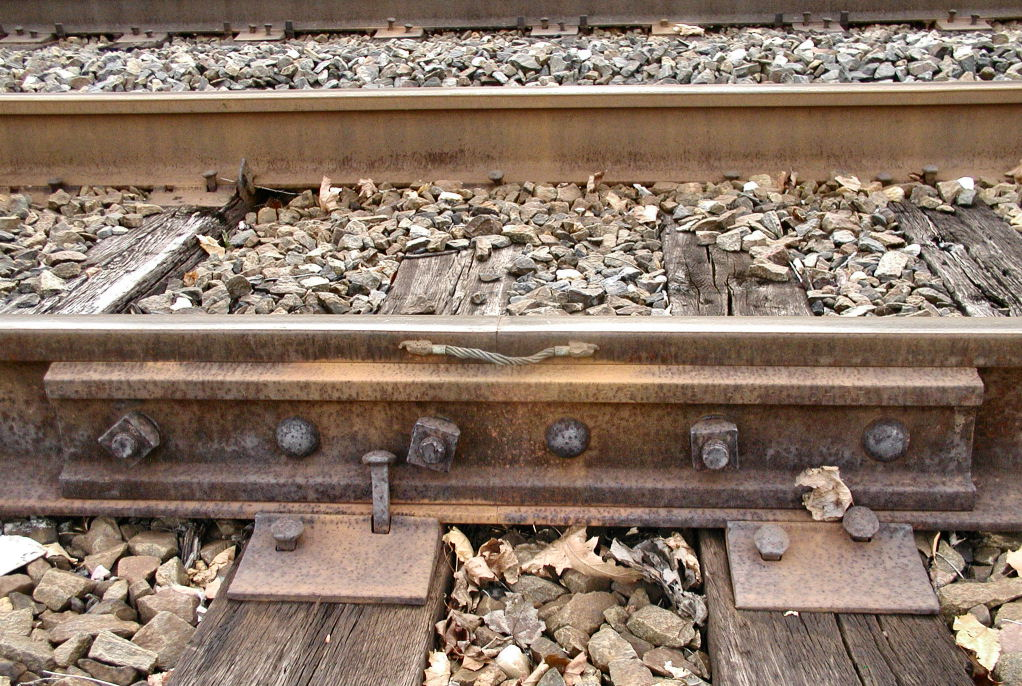
Línia principal elèctrica de 6 forats de la línia principal unida elèctricament a un segment de 76,9 kg/m de carril.

El dispositiu va ser inventat per William Bridges Adams el maig de 1842, a causa de la seva insatisfacció amb les juntes de bisell i altres sistemes d'unió de rails que es van utilitzar. Va assenyalar que per formar les juntes de bisell, el rail es reduïa a la meitat en gruix en els seus extrems, on l'estrès era més gran. Fou instal·lada per primera vegada en el (ECR) Eastern Counties Railway (en català: Ferrocarril dels Comtats de l'Est) en 1844, però només com una falca entre els carrils contigus. Adams i Robert Richardson van patentar la invenció el 1847, però el 1849 James Samuel, l'enginyer de l'ECR, va desenvolupar eclisses que podien ser cargolades als rails.

## Millores
Les làmines mòbils d'un conjunt de punts es poden connectar a les contra-agulles per mitjà de les eclisses normals. Es diu canvi de taló. Alternativament, la fulla i les contra-agulles poden ser un interruptor sense taló d'una sola peça, amb una secció flexible aprimada per crear el taló en moviment.
Quan les línies ferroviàries estiguin equipades amb circuit de via o quan la línia estigui electrificada per tracció elèctrica, la connexió elèctrica proporcionada per les eclisses és pobra i poc fiable i ha de ser complementada per un cable fixat als dos carrils de qualsevol costat de la junta per soldadura per punts o altres mitjans.

### Juntes soldades
Tot i que les plaques reforcen els punts febles representats per les articulacions ferroviàries, encara es poden fer millores. Per exemple, les juntes es poden soldar unides utilitzant el procés de soldadura aluminotèrmica. El 1967, el xoc ferroviari del Hither Green es va produir a la Regió Meridional dels Ferrocarrils Britànics (en anglès: Southern Region of British Railways) quan un ferrocarril va fracturar una eclissa. La instal·lació de ferrocarril soldat es va accelerar a causa d'aquest error, amb procediments estrictes sobre les travesses de formigó i de fusta.

## Danys
El 12 de juliol de 2013, els últims quatre cotxes d'un tren SNCF París-Limoges van sortir de la via en entrar a l'estació de Brétigny-sur-Orge, matant a set persones i deixant trenta dos ferits. L'agència d'investigació terrestre francesa sobre investigació d'accidents BEA-TT va concloure en un informe provisional publicat el 10 de gener de 2014 que "el descarrilament va ser causat per una eclissa obstruint la llança d'un encreuament oblic que formava part d'un doble lliscament. Sota el pes del tren que viatjava a 137 km/h, l'eclissa havia girat al voltant del primer de quatre perns destinats a mantenir-lo en el seu lloc, els quals tres s'havien alliberat. La causa més probable de que els cargols es desenrosquessin, diu BEA-TT, eren les tensions causades per les esquerdes en l'encreuament d'acer de fosa. Això va causar que el tercer pern s'alliberés, acabant per trencar-se i permetent als altres a fallar, un es va desenfocar i els caps dels altres dos també es van trencar". Les recomanacions van incloure millorar l'experiència d'agència en unions de vies cargolades, clarificació i reforç de normatives per a la detecció i reparació de defectes i la identificació d'interruptors i encreuaments on cal implementar nivells més alts de manteniment i renovació anticipada.